# Afro Basaldella
Afro Basaldella, även känd under pseudonymen Afro, född 4 mars 1912 i Udine, död 24 juli 1976 i Zürich, var en italiensk målare.
Basaldella fick sin utbildning i Venedig och Florens. Han besökte 1937 Paris och flyttade sedan till Rom. Efter studium av verk från Georges Braque och Picasso började han med kubistiska målningar. Basaldella deltog med flera målningar vid Rome Quadriennale och vid Venedigbiennalen.
Åren 1957/58 undervisade han i målning vid Mills College i Oakland i USA. Basaldella skapade en väggmålning för Unescos huvudkvarter i Paris.